# Шехзаде Джихангир
Шехзаде Джихангир (тур. Şehzade Cihangir, осман. الأمير جيهانغير‎; 9 декабря 1531, Стамбул[…] — 27 ноября 1553[…] или 27 ноября 1553, Алеппо) — младший сын Султана Сулеймана Великолепного от его законной жены Хюррем Султан. В честь шехзаде Джихангира назван один из районов Стамбула и мечеть.

## Биография
Шехзаде родился в 1531 году в Стамбуле. Он был шестым ребёнком и пятым сыном Сулеймана и Хюррем. По традиции Джихангир воспитывался во дворце. У шехзаде был врожденный порок — горб. Учитывая это, Джихангир не претендовал на османский престол. Однако Джихангир был человеком образованным, увлекался каллиграфией, писал стихи под именем Зарифи (тур. Zarîfî), подолгу беседовал с отцом. Несмотря на физический недостаток к моменту отправки в санджак у Джихангира была наложница. Существует мнение, что он был горячо привязан к единокровному брату Мустафе (сын Сулеймана и Махидевран). Однако стоит заметить, что Мустафа покинул столицу, когда Джихангиру было всего два года.

## Смерть
Джихангир скончался на 22 году жизни в Халебе, спустя несколько недель после казни Мустафы (легенда гласит, что Джихангир скончался от тоски по брату). Похоронен Джихангир в мечети Шехзаде в Стамбуле рядом со своим старшим братом шехзаде Мехмедом.

## Киновоплощения
- В турецком сериале «Хюррем Султан» роль Джихангира исполняет Энгин Хепилери.
- В сериале «Великолепный век» роль взрослого Джихангира исполняет Толга Сарыташ.